# Марчедуза
Марчедуза (итал. Marcedusa) — коммуна в Италии, располагается в регионе Калабрия, подчиняется административному центру Катандзаро.
Население составляет 556 человек, плотность населения составляет 37 чел./км². Занимает площадь 15 км². Почтовый индекс — 88050. Телефонный код — 0961.
Покровителем коммуны почитается святой апостол Андрей, празднование 30 ноября.
С Марчедуза граничат коммуны Белькастро, Мезорака, Петрона.